# Музей Эшера
Музей Эшера открылся в Гааге 16 ноября 2002 года, в здании дворца на улице Lange Voorhout (дворец Ланге Ворхаут), построенного в XVIII веке и бывшем некогда местом жительства королевы Эммы.
Первый этаж музея посвящён ранним работам графика, его экспериментам с литографией, началу работы с геометрическими сюжетами. На втором этаже расположена экспозиция наиболее известных работ графика, наброски к ним, и показ документального фильма о художнике. На третьем этаже нет экспозиции работ Эшера; он посвящён развлекательным целям.